# Сушков, Николай Васильевич
Николай Васильевич Сушков (15 ноября 1796,  — 7 июля 1871, Москва) — русский драматург, поэт и журналист из рода Сушковых.

## Биография и творчество
Его отец, Василий Михайлович (1747—1819), был при императоре Павле симбирским губернатором; мать, Мария Васильевна (1752—1803) — в своё время, довольно известной поэтессой и переводчицей.
Учился в Московском благородном пансионе. Литературой начал заниматься по совету Мерзлякова. На торжественном акте Благородного пансиона в 1810 году было зачитано его стихотворение «Дружба».
После окончания пансиона в 1814 году поступил на службу в министерство юстиции и сблизился с Державиным, Карамзиным, Олениным, Крыловым, Гнедичем и др.; в этом кружке сформировались его литературные воззрения.
С 1815 года имя Сушкова стало довольно часто появляться в различных повременных изданиях, где он помещал стихотворения и мелкие критические заметки. В это же время Сушков начал увлекаться театром, написал водевиль «Тениер», перевёл «Метроманию» Пирона, поставил пьесу «Сюрпризы», написал комедию в стихах «Дуэлисты» и небольшую оригинальную пьеску «Сюрпризы», за которую он имел неприятности от Милорадовича (последний в одном из действующих лиц пьесы увидел намеки на Петра I).
В 1818 году Сушков перешёл в департамент горных и соляных дел и занялся составлением исторического и статистического описания соляных источников, солеваренных заводов и каменной соли; отрывки из этого исследования были напечатаны в «Отечественных записках» (1821), «Сибирском вестнике» (1821) и «Горном журнале» (1827). В 1822 году переведён в Симферополь, в 1825 году — в Кишинёв (член от Короны Бессарабского верховного совета). Имел репутацию честного и принципиального чиновника, вступал в конфликты с начальством.
В конце 1827 или в начале 1828 года убил на дуэли сына волошского бояра. Присуждён к нескольким месяцам в Тираспольской крепости, а затем к духовному покаянию, которое отбыл в Москве. За это время под влиянием бесед с митрополитом Филаретом пришёл к глубокой религиозности.
Позже служил в Министерстве внутренних дел в Петербурге, в 1830 году командирован в Митаву, после подавления Польского восстания был правителем канцелярии виленского генерал-губернатора, с 1835 — вице-директором департамента министерства путей сообщения, минским гражданским губернатором (16.12.1838—1841). C 1836 года — действительный статский советник.
В 1841 году он оставил службу (официально в отставке с 1843 года), поселился в Москве и принялся снова за литературу, но с первых же шагов потерпел неудачу. Написанная им поэма «Москва» встретила лишь глумление со стороны «Отечественных записок», «Современника» и других журналов; вообще имя его стало синонимом бездарного писателя. Его драматические произведения хотя и ставились изредка в бенефисы известных тогдашних актёров, но также успеха не имели. С 1853 года в доме Сушковых жила младшая сестра его жены, третья дочь поэта Ф. И. Тютчева Екатерина; да и сам поэт нередко останавливался у них, приезжая в Москву.
В последние годы Сушков состоял членом Московского общества любителей духовного просвещения, имевшего целью распространение научно-богословских и исторических сведений. Скончался в 1871 году в Москве и был похоронен на кладбище Новодевичьего монастыря. По отзыву Тютчева, «это была прекрасная натура, в которой под детской впечатлительностью таилась незаурядная сила чувств и стремлений».

## Брак

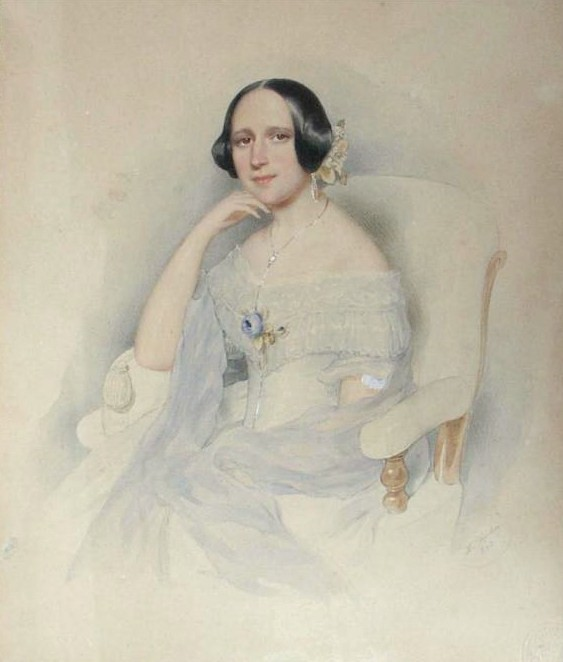
Дарья Ивановна Сушкова

Жена (с 1836 года) — Дарья Ивановна Тютчева (1806—1879), сестра поэта Фёдора Тютчева. В молодости она была влюблена в своего родственника Алексея Шереметева. Выйдя замуж в довольно зрелом возрасте,  много лет жила с мужем в Москве в наемной квартире, где весь быт их представлял что-то старомодное и патриархальное. Своеобразный литературный салон Сушковых посещали многие московские и приезжие литераторы и ученые. Бывали там Тургенев и молодой Л. Н. Толстой. «Надо сознаться, что салон Сушковых положительно приятен», — писал Тютчев жене в 1858 году, — «в две недели больше развитых людей, чем в Петербурге за шесть месяцев». По словам Чичерина, Дарья Ивановна была добрая и спокойная женщина, иногда она краснела за мужа и старалась освободить его жертвы; однако, сама умела заменять его болтовню только крайне бесцветным разговорам о самых обыкновенных предметах, высказывая с весьма приветливым тоном ничего не значащие замечания..  Умерла в 1879 году и была похоронена рядом с мужем. Потомства не оставила.

## Издания
- «Сафо», лирическая трагедия (Москва, 1823);
- «Бедность и благотворительность» (М., 1847);
- Москва (поэма в лицах). М., 1847
- «Воспоминания о Московском университетском благородном пансионе» (М., 1848);
- «Комедия без свадьбы» (М., 1849);
- (составитель) «Раут», литературный сборник (М., 1852—54; 3 книги);
- «Движущиеся столы» (пустячок в 1 действии, М., 1853);
- Книга печалей: Стихотворения Н. В. Сушкова. — Москва: Унив. тип., 1855. — 78 с.;
- «Московский университетский благородный пансион» (М., 1849);
- «Современные вопросы и женихи всех времен», ком. (М., 1858);
- «Воспоминания о жизни и времени святителя Филарета» (М., 1868);
- «Воспоминания о митроп. Иосифе и об уничтожении унии в России» (М., 1869).